# Tesis sobre un homicidio

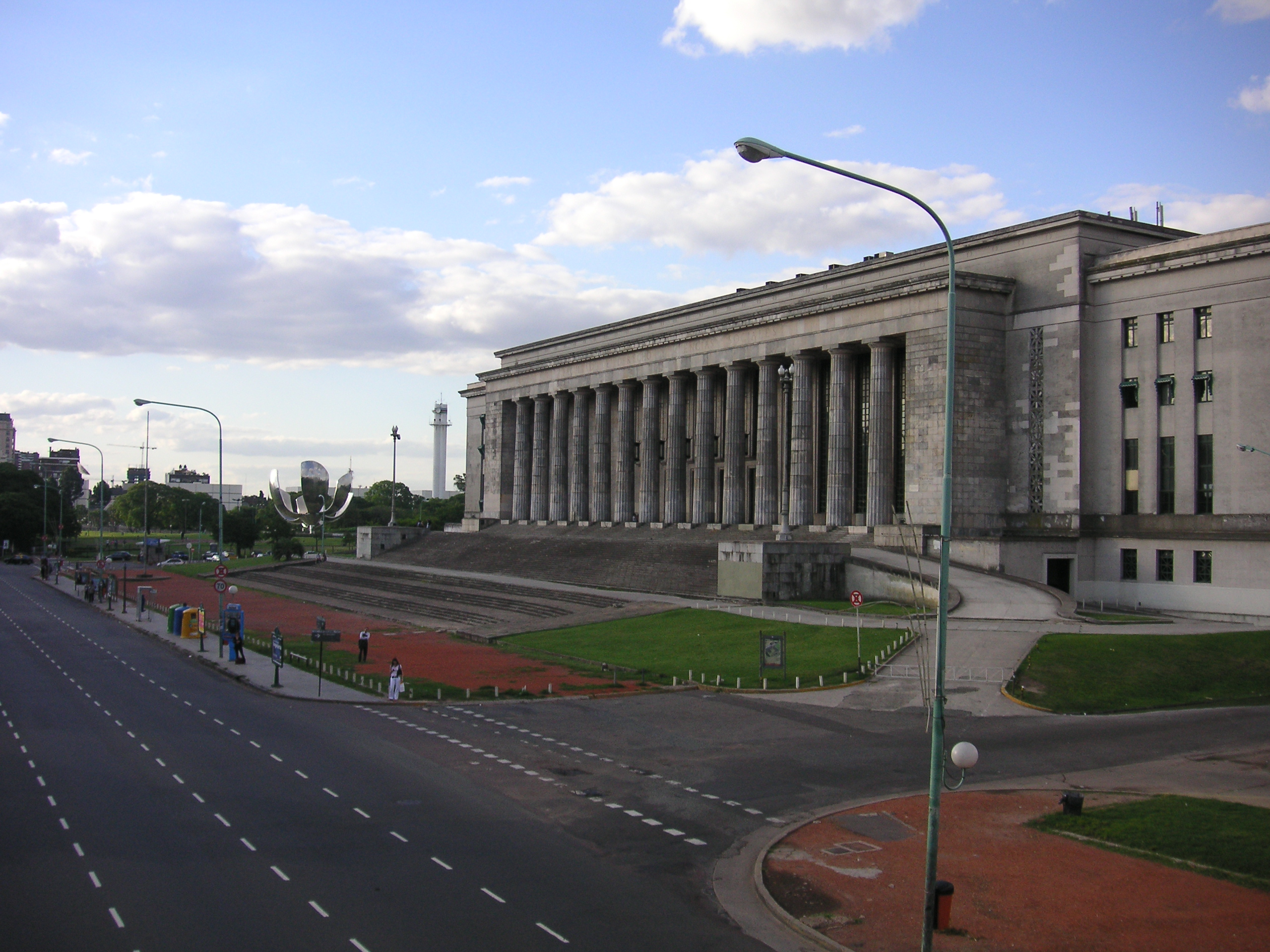
Facultad de Derecho de la Universidad de Buenos Aires, donde se desarrolla parte de la película.

Tesis sobre un homicidio es una película argentina-española de thriller de 2013 dirigida por Hernán Goldfrid y protagonizada por Ricardo Darín, Alberto Ammann, Calu Rivero y Arturo Puig. Está basada en la novela homónima de Diego Paszkowski. Se estrenó el 17 de enero de 2013.

## Sinopsis
Roberto Bermúdez (Ricardo Darín) es un abogado de 55 años de edad que tiene una extensa y reconocida trayectoria, aunque con el tiempo se ha alejado ya de la actividad legal para dedicar sus días a la docencia. Su vida personal es más bien caótica. Separado de su mujer desde hace varios años, no ha logrado una relación sentimental estable desde entonces. Su escepticismo y su soberbia han ido creciendo a la par de su afición por el whisky. Como todos los años, se prepara para comenzar su prestigioso y afamado seminario sobre Derecho penal en la Facultad de Derecho de la Universidad de Buenos Aires. Entre los 15 alumnos elegidos para cursarlo se encuentra Gonzalo (Alberto Ammann), quien es hijo de Felipe Ruiz Cordera, un juez y viejo amigo de Bermúdez. Siendo hijo de un reconocido diplomático, Gonzalo ha crecido entre ceremonias y protocolos.
Una noche, durante una de las clases del seminario, un espantoso crimen sacude la Facultad de Derecho: aparece el cuerpo de una estudiante, brutalmente asesinada en el playón del estacionamiento, muy cerca del aula donde Bermúdez imparte sus clases. Un sutil indicio en la escena del crimen, intrascendente para la policía, pero esencial para Bermúdez, lo convence de que Gonzalo es el autor del crimen. Decidido a probar la culpabilidad del muchacho pero, sobre todo, a imponerse sobre éste en lo que considera un duelo, Bermúdez inicia una investigación personal. Los indicios sobre la participación de Gonzalo en el asesinato de Valeria se acumulan uno tras otro con fatal contundencia, pero, al mismo tiempo, se encuentran inevitablemente teñidos de la subjetividad de Bermúdez, que está empecinado en demostrar su tesis.

## Reparto
- Ricardo Darín ... Roberto Bermúdez
- Alberto Ammann ... Gonzalo Ruiz Cordera
- Arturo Puig ... Alfredo Hernández
- Calu Rivero ... María Laura Di Natale
- Fabián Arenillas ... Máuregui
- Mara Bestelli ... Mónica
- Antonio Ugo ... Mario Passalaqua
- José Luis Mazza ... Robles
- Mateo Chiarino ... Villazán
- Natalia Santiago ... Maia Weistein
- Ezequiel de Almeida ... Uriarte
- Cecilia Atán ... Yolis
- Manuel Callau
- Gabriel Fernández ...fiscal

La compañía teatral experimental Fuerzabruta participa del film, realizando dos intervenciones.

## Premios y nominaciones

### Premios Platino[3]
| Año  | Categoría                      | Candidato     | Resultado |
| ---- | ------------------------------ | ------------- | --------- |
| 2014 | Mejor Interpretación Masculina | Ricardo Darín | Nominado  |

## Taquilla
Durante 3 semanas consecutivas Tesis sobre un homicidio fue líder en la taquilla argentina, llegando a un poco más de los 700.000 espectadores. En la séptima semana en cartelera, superó el 1.000.000 de espectadores, recaudando así más de $30 millones. La película finalmente terminó su recorrido en cines argentinos con 1.030.000 personas en boletos cortados, siendo así una de las más exitosas del año. En Argentina la película recaudó US$6.006.766 de dólares, en España US$2.149.940, US$ 432.508 en Brasil y finalmente en Uruguay US$ 343.706. Entre estos 4 países la película recaudó cerca de 9 millones de dólares.

## Home Video
El DVD se lanzó el 9 de mayo de 2013 y fue editado por Blushine SRL. Incluye como extra el tráiler del cine, Teaser del cine, TV Spots, Fotos de la producción y Making of. Tiene como características especiales audio español 2.0 y 5.1, subtítulos en español para hipoaúsicos y pantalla widescreen.